# Tramway de Zurich
Le tramway de Zurich est le plus important réseau suisse de tramway, avec 14 lignes, 68,4 km d'infrastructures et 112 km de lignes commerciales.
Exploité par l'entreprise municipale des transports publics Verkehrsbetriebe Zürich (VBZ) dans le cadre de la Zürcher Verkehrsverbund (ZVV), l'autorité organisatrice de transports du Canton de Zurich et de certaines régions limitrophes, il circule depuis 1882.
Le réseau de tramway est l'épine dorsale des transports publics dans la ville, complétée par les sections urbaines de la S-Bahn de Zurich. Il  bénéficie du maillage assuré par des lignes de trolleybus et d'autobus, ainsi que deux lignes de chemin de fer à crémaillère (le Rigiblick qui monte sur le Zürichberg et le Dolderbahn, vers l'Adlisberg), le téléphérique entre Adliswil et Felsenegg, ainsi que le funiculaire privé Polybahn.
Zurich est l'une des cinq villes suisses à exploiter un réseau de tramway, avec : 
- Bâle : 9 lignes urbaines (65,9 km) BVB + 5 lignes suburbaines (51,8 km) BLT
- Berne : 5 lignes urbaines (13,5 km) + 1 ligne suburbaine (9,68 km) Bernmobil
- Genève : 5 lignes urbaines (19,4 km) TPG
- Neuchâtel : 1 ligne suburbaine (8,9 km) TN.

## Historique

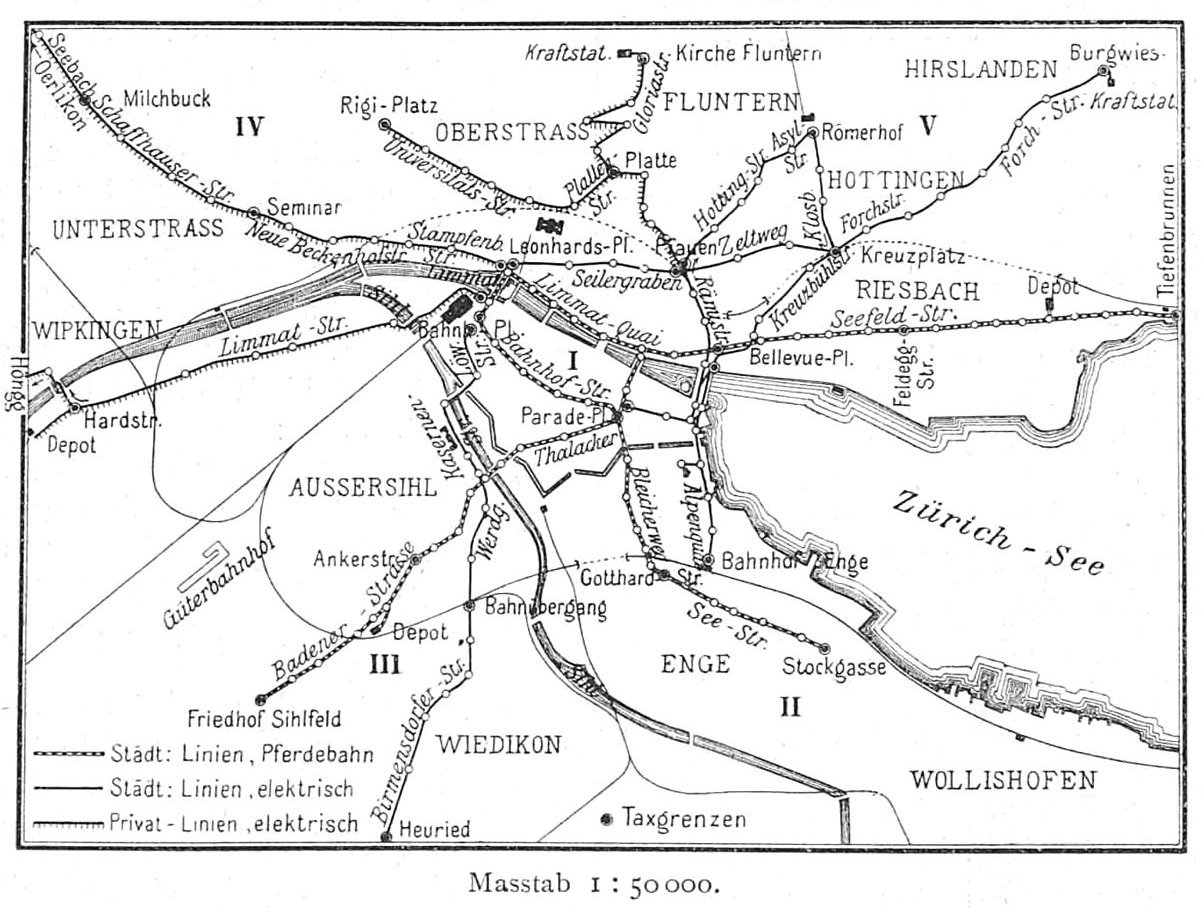
Plan du réseau en 1899, distinguant les lignes à traction hippomobile et les lignes à traction électriques, publiques ou privées

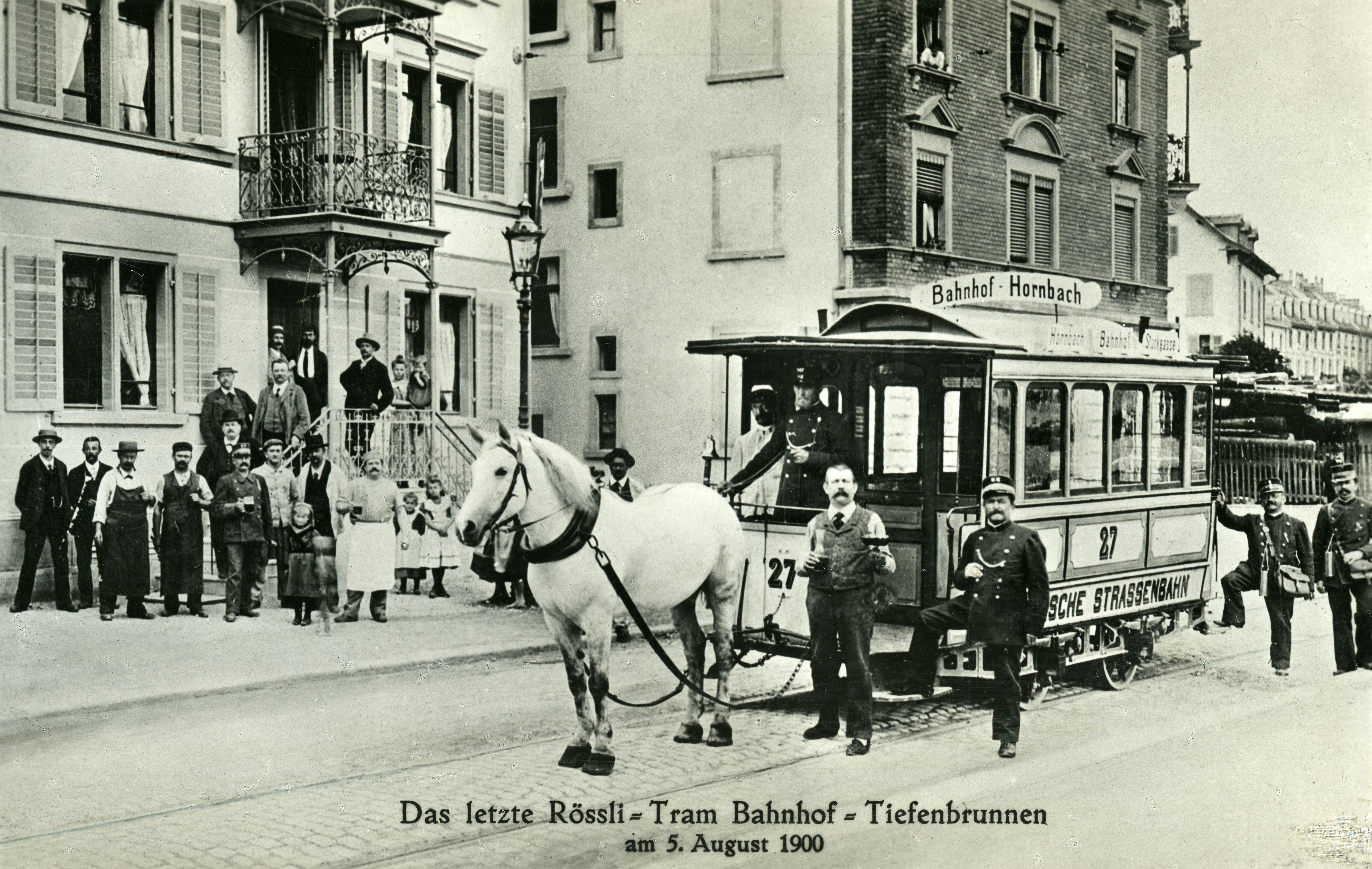
tramway hippomobile, dit Rossli

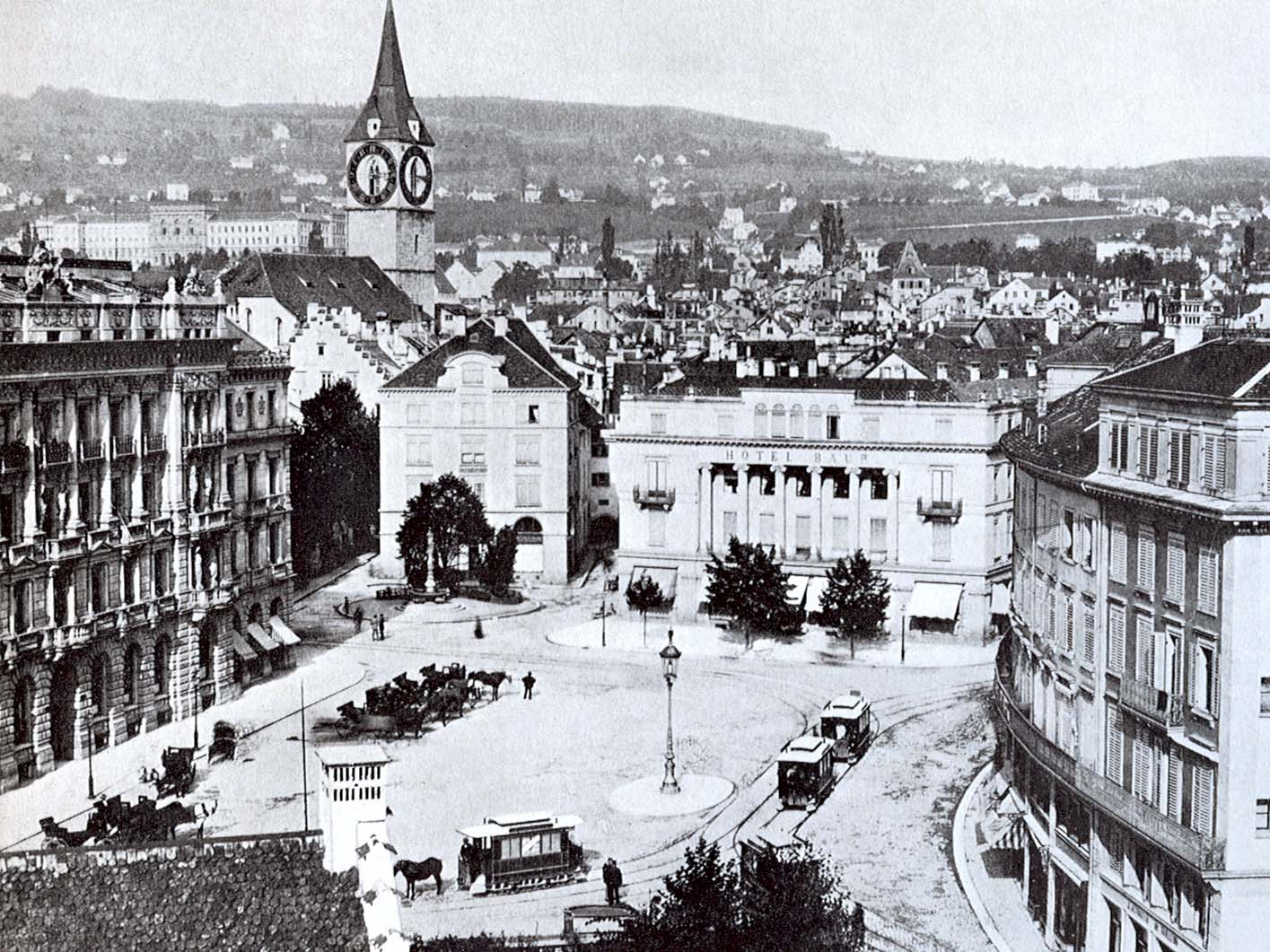
Tramways hippomobiles sur la Paradeplatz, vers 1888…

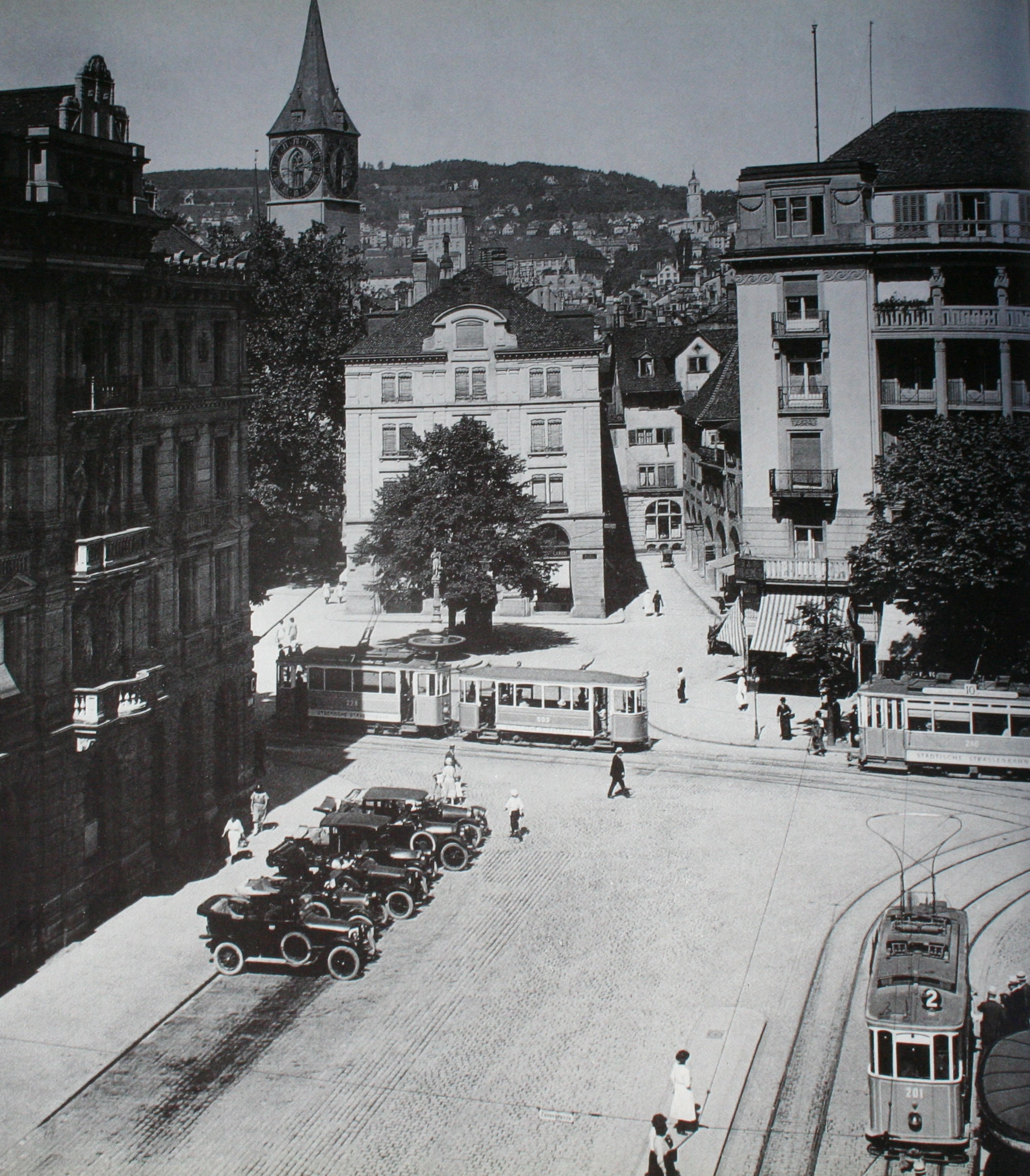
…, et, toujours sur Paradeplatz, en 1925 avec les tramways électriques

Les premières réflexions sur la création d'un service de transport public urbain à Zurich datent de 1864 et aboutissent à la mise en service d'un réseau de tramway à voie normale et traction hippomobile en 1882, .

### La Zürcher Strassenbahn
La  Zürcher Strassenbahn AG (ZStG), (compagnie des tramways de Zurich), est créée le 25 mars 1882 à l'initiative des communes de Zurich, Aussersihl, Enge et Riesbach.
Le premier tronçon du tramway hippomobile fut mis en service le mardi 5 septembre 1882 et  sur les autres lignes le 28 septembre;
- Paradeplatz - Stockgasse (Enge)
- Helmhaus - Paradeplatz - Zentralfriedhof

Elles furent exploitées, au moyen d'une cavalerie de 81 chevaux.
Afin de desservir l'Exposition nationale de 1883, la compagnie commande dix véhicules de tramways supplémentaires et porte sa cavalerie à 131 chevaux. En 1889  deux remorques ouvertes complètent le parc. En 1900, à la fin de la traction hippomobile, la compagnie disposait de 40 voitures de tramways dont 32 en service.

### Elektrische Strassenbahn Zürich
En 1894, une autre société privée, l' Elektrische Strassenbahn Zürich (EStZ)  compagnie des tramways électriques de Zurich est créée pour exploiter un tramway à voie métrique à traction électrique sur des lignes à fortes rampes : 
- Bellevue - Burgwiese à Hottingen
- Bellevue - Römerhof -  Kreuzplatz, à Hirslande.

L'entreprise acquiert 16 motrices électriques pour exploiter ces lignes. Elles sont dotées de sièges longitudinaux dans le compartiment central, éclairé par quatre fenêtres de chaque côté du véhicule.
La compagnie EStZ ne survit que deux ans avant d'être reprise par la Ville de Zurich.

### La Städtische Strassenbahn Zürich
La Städtische Strassenbahn Zürich (StStZ) ou compagnie des tramways municipaux de Zurich, entreprise publique, est créée en 1896. Elle est destinée à permettre la desserte des communes d'Aussersihl, Enge, Hirslanden, Hottingen et Riesbache, absorbées par Zurich en 1893.
Cette compagnie absorbe la Zürcher Strassenbah AG (ZStG) compagnie des tramways de Zurich en 1896. Zurich devint ainsi la première ville européenne à disposer d'un réseau public de transports en commun avec la StStZ.
À Zurich, la transformation du réseau hippomobile en réseau électrique est adoptée le 19 mars 1899, par un vote comportant 12790 voix "oui" contre 3368 voix "non". Les citoyens de la ville acceptent la transformation du réseau de la StStZ, qui s'accompagne de l'adoption de la voie métrique.
La StStZ commande 28 automotrices identiques à celles livrées à la EStZ, qui seront numérotées 57 à 84 et transforme la voie normale de la ZStG en voie métrique, afin d'uniformiser son réseau.
D'autres compagnies de tramways avaient été fondées, certaines n'exploitant que des lignes à l'intérieur de Zurich, d'autres reliant la ville à ses banlieues proches, et enfin certaines dans les zones rurales mais toujours en correspondance avec le réseau urbain.
Il s'agissait notamment de : 
- la Zentrale Zürichbergbahn (ZZB), avec les lignes de Fluntern et Oberstrass (créée en 1895, reprise par les StStZ en 1905) ;
- la Strassenbahn Zürich-Oerlikon-Seebach (Zoes), qui exploitait une ligne vers Oerlikon-Glatt-Brug et un embranchement vers  Schwamendingen (créé en 1897, absorbé par les StStZ en 1931) ;
- l'  Industriequartier-Strassenbahn (ISZ), avec la ligne de Wipkingen (créée en 1898, reprise par la StStZ en 1902)
- La Limmantal-Strassenbahn (LSB), avec la ligne de Altstetten-Dietikon et l'embranchement de Schlieren à Engstrigen et Weiningen (créée en 1900, reprise par les StStZ en 1931)
- L' Albisgütli-Bahn (AGB), prolongeant une ligne urbaine vers l'Albigütli, créée en 1907, reprise par les StStZ en 1925.
- Le Dolderbahn (Db) est un cas particulier. Il s'agit d'une ligne privée appartenant au Grand Hôtel Dolder ouverte en 1895  et ayant son origine à Zurich Römerhof, sans connexion avec les autres lignes de tramway zurichois. Elle a été remplacée par un bus en 1930. En 1973, le Dolderbahn a été converti en un chemin de fer à crémaillère[2], [3].

### La grande époque de la StStZ

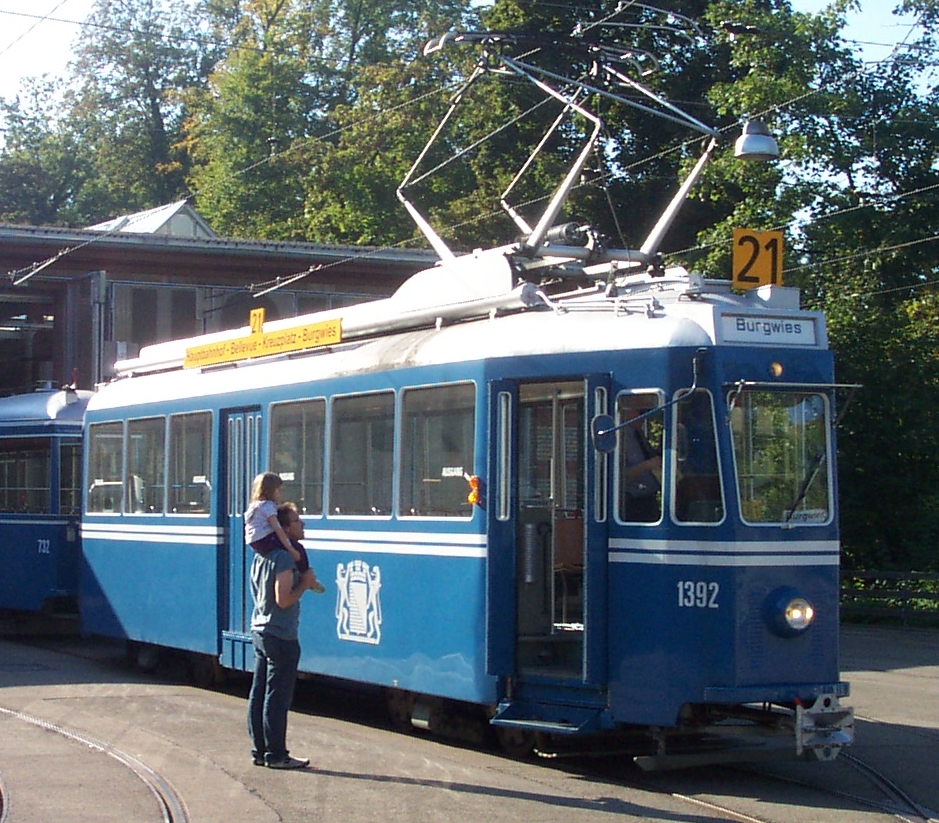
Tramway standard suisse des StStZ/BVZ, préservé par le Musée du tram de Zurich

Dans les années 1930, les StStZ avaient acquis la totalité des compagnies de tramways ayant des lignes dans la ville de Zurich, sauf le Dolderbahn. Cette dernière  avait arrêté son exploitation ferroviaire en 1930.
Les lignes hippomobiles à voie normale avaient été converties en voies métriques et électrifiées. Les StStZ avaient prolongés de nombreuses lignes, créant un réseau dense desservant la plupart des quartiers de la ville
Toutefois, dès 1927, les StStZ mettent en service des lignes exploitées par des autobus et en 1939, des trolleybus. Ils vinrent compléter, mais aussi concurrencer les tramways
En 1940, les StStZ engagent une modernisation du réseau de tramway, avec la mise en service des premiers exemplaires du Tramway standard suisse, dotés quatre essieux dont deux moteurs et caisse autoportante, ayant une capacité de 100 voyageurs.
La Seconde Guerre mondiale ralentit ce programme, et il fallut attendre 1953 pour que les 177 tramways soient tous en service . Ce type inspira de nombreux autres réseaux suisses et allemands.

### L'après-guerre
En 1950, la compagnie  StStZ devient Verkehrsbetriebe Zürich (VBZ).

## Infrastructure
Le réseau de tramways de Zurich est équipée  de la voie métrique. Il  est alimenté par une ligne aérienne de contact en tension de 600 V en courant continu.

### Lignes actuelles
| N° | Trajet                                                         | Tracé |
| -- | -------------------------------------------------------------- | ----- |
| 2  | Bahnhof Tiefenbrunnen - Geissweid                              |       |
| 3  | Klusplaz - Albisrieden                                         |       |
| 4  | Bahnhof Tiefenbrunnen - Bahnhof Altstetten Nord                |       |
| 5  | Kirche Fluntern - Laubegg                                      |       |
| 6  | Zoo - Werdhölzli                                               |       |
| 7  | Bahnhof Stettbach - Wollishoferplatz                           |       |
| 8  | Klusplatz - Hardturm                                           |       |
| 9  | Hirzenbach - Triemlispital                                     |       |
| 10 | Zürich Flughafen - Bahnhofplatz HB - Bahnhof Enge - Albisgütli |       |
| 11 | Rehalp - Auzelg                                                |       |
| 12 | Zürich Flughafen - Bahnhof Stettbach                           |       |
| 13 | Albisgütli - Frankental                                        |       |
| 14 | Seebach - Triemlispital                                        |       |
| 15 | Bahnhof Stadelhofen - Bucheggplatz                             |       |

En 2022, la mise en service de la Limmattalbahn entre Bhf Altstetten et Killwangen-Spreitenbach est prévu. Elle portera le numéro de ligne 20 et sera exploité par Aargau Verkehr.

### Ouvrages d'art
Le tunnel de Schwamendingen

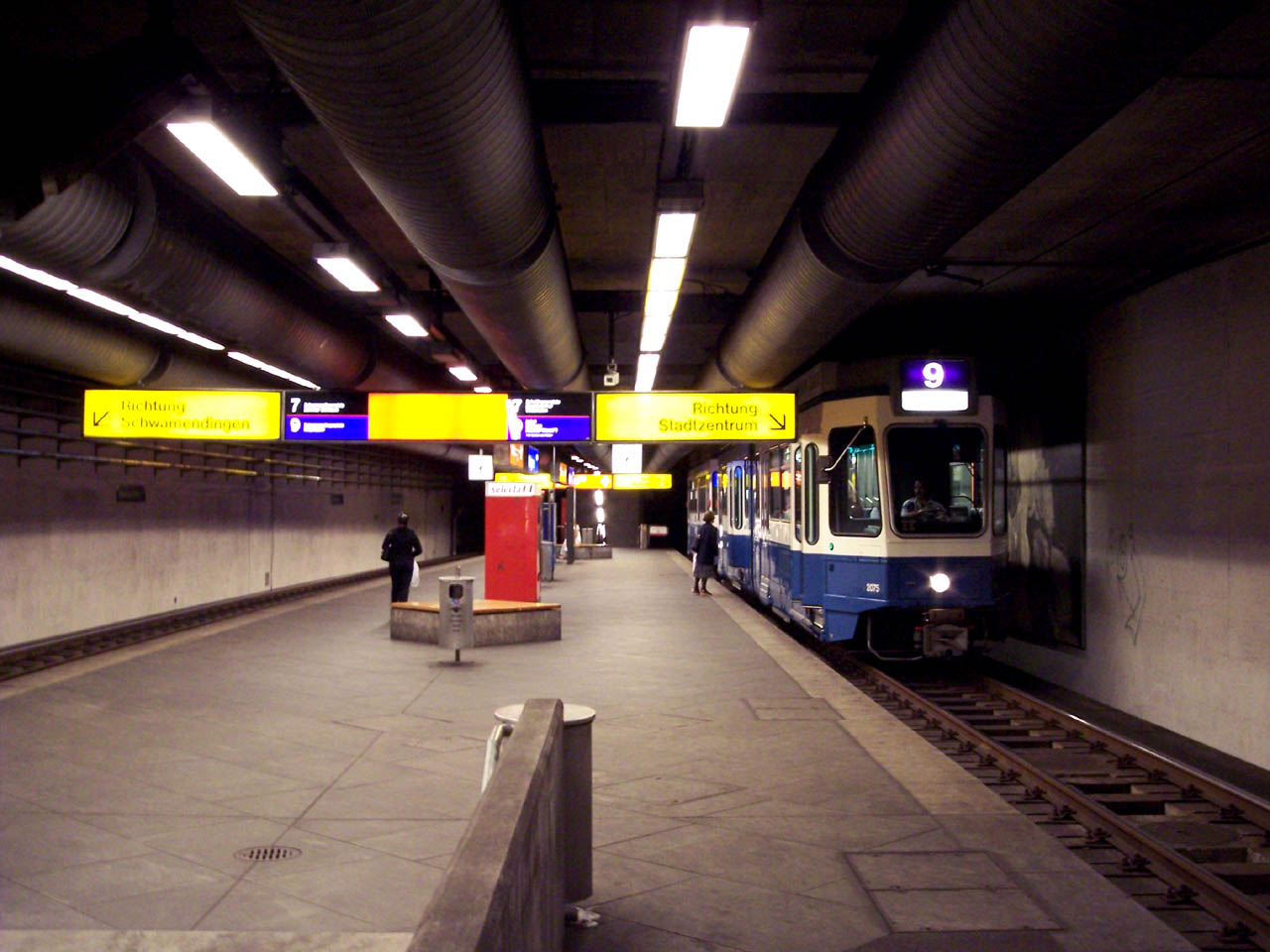
Tramway type Tram 2000 dans la station souterraine Waldgarten en 2005
Noter la circulation à gauche du tramway dans le tunnel.

Les tramways des lignes 7 (Bahnhof Stettbach-Wollishofen) et 9 (Hirzenbach-Triemli), empruntent entre les stations Schwamendingerplatz et Milchbuck, un tunnel long de 2 213 m. Ce tunnel comprend 3 stations souterraines (Tierspital, Waldgarten et Schörlistrasse). Ceci est en quelque sorte un prémétro comme on peut en rencontrer en Belgique à Bruxelles ou à Charleroi, en Allemagne à Stuttgart et en Autriche à Vienne.
À l'origine, ce tunnel était une étude de l'École polytechnique fédérale de Zurich (ETHZ) pour le futur métro de Zurich. Lorsque ce projet fut abandonné pour des raisons de coûts, le tunnel a été utilisé pour la desserte par tramway des quartiers au nord du Zürichberg. Les tramways circulent dans le souterrain depuis 1986.
Les rames du tramway n'ayant de portes qu'à droite dans le sens de la marche du convoi, et les stations du tunnel étant dotées de quais centraux, les tramways y circulent à gauche.

### Dépôts
- Elisabethenstrasse : lignes 2, 3, 4, 8, 13 et 14
- Hard : lignes 4, 10, 11, 13 et 15
- Irchel : lignes 5, 6, 7 et 9
- Oerlikon : lignes 10, 11, 14 et 15
- Wollishofen : lignes 5, 6 et 7

## Exploitation

### Matériel roulant
Le matériel roulant des VBZ est constitué, en 2012, de 256 rames de tramways monodirectionnelles articulées et 57 remorques (dont 56 motrices non dotées de cabines de conduites), à plancher bas et pouvant transporter au total 58 146 voyageurs, assis ou debout.
Il s'agit :
- Be 4/6 « Mirage » : tramways et remorques motorisées (sans cabine de conduite), construites entre 1966 et 1968. Série en cours d'amortissement, plusieurs véhicules vendus à Vinnytsia (Ukraine) ;
- « Tram 2000 » : tramways Be 4/6 et Be 4/8 avec caisson central supplémentaire, et remorques motorisées Be 2/4 et Be 4/6, construites entre 1976 et 1993 ;
- Be 5/6 « Cobra » : tramways articulés, construits dès 2001 par Bombardier et Alstom à Villeneuve.

Dans le cadre du remplacement du modèle Tram 2000, 70 rames sont commandés par l'exploitant auprès de Bombardier Transport. Le modèle choisi est le Flexity 2 d'une longueur de 43m, les livraisons sont prévues de 2018 à 2023.

### Matériels préservés
Le Musée du tram de Zurich (en) préserve des matériels historiques du réseau, dont une partie est exposée au dépôt historique de Burgwies, avec notamment quinze véhicules originaux dont le plus ancien date de 1897, ainsi qu’une exposition sur l’évolution et la technique du « Züri-Tram ». Certains matériels historiques circulent le dernier week-end de chaque mois (sauf en décembre), sur la « ligne-musée 21 ».

### Signalisation

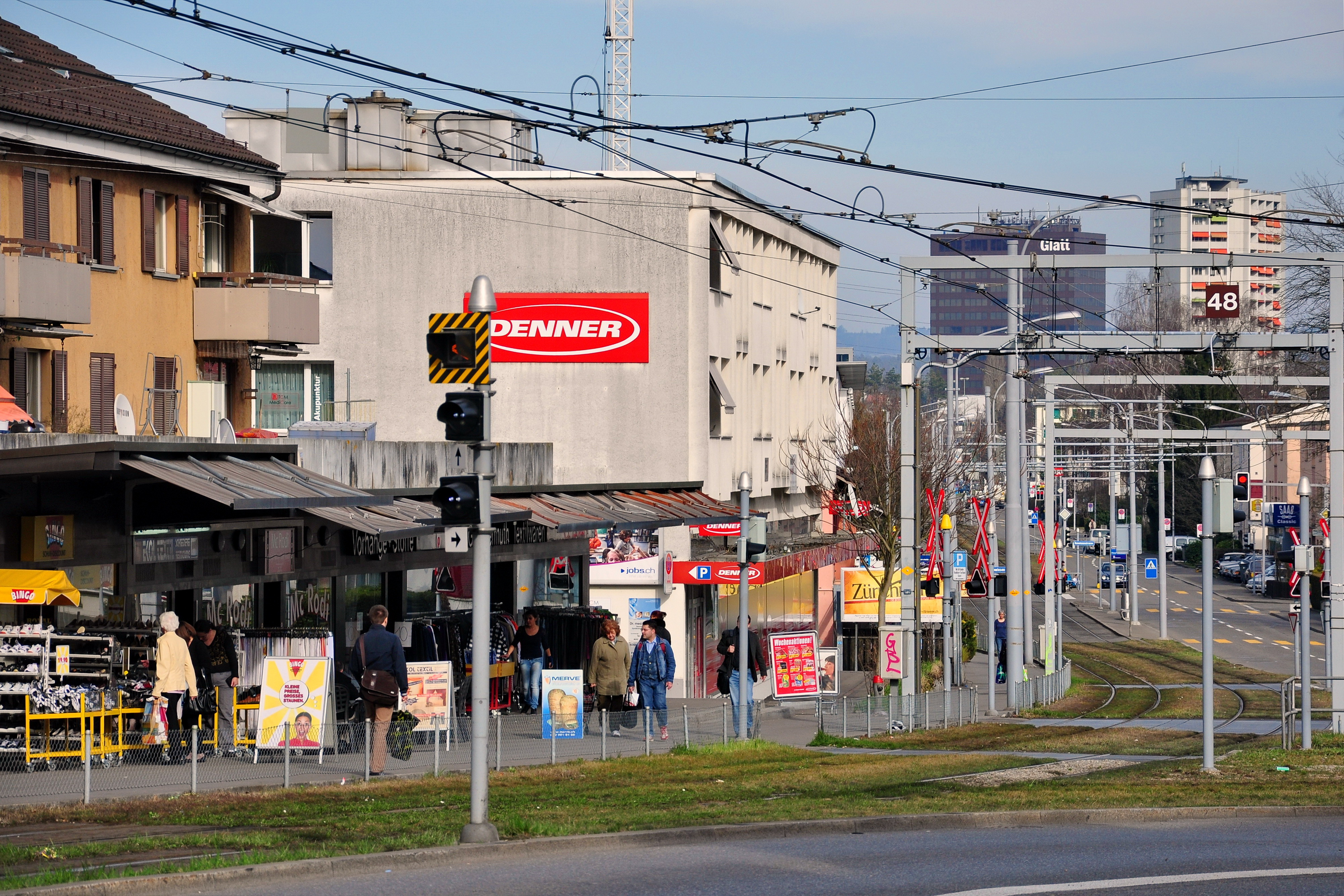
De haut en bas : indicateur d'aiguillage présentant le chevron vers la gauche (cadre éteint), feu pour la direction "tout droit" présentant l'arrêt et feu pour la direction "à droite" présentant lui aussi l'arrêt.

La conduite sur le réseau se fait en marche à vue avec une signalisation limitée aux carrefours routiers et aux aiguillages.
Pour les carrefours routiers, un signal avec un ensemble de lentilles disposées en "T" est installé. S'il ne peut protéger l'ensemble des flux, plusieurs feux avec un plaque complémentaire sont alors installés (flèches directionnelles ou dissociation des feux destinés aux bus et aux trams par exemple). Les aspects sont les suivants :
- Trois lentilles allumées à l'horizontale (soit "...") : arrêt.
- Deux lentilles allumées à la verticale (soit ":") : voie libre.
- Deux lentilles allumées de façon oblique : voie libre vers la direction indiquée (gauche ou droite).

Pour les aiguillages, un feu encadrée par une plaque striée en noir et jaune affiche le positionnement de l'appareil :
- Barre verticale : position normale (utilisé principalement si trois directions sont possibles).
- Chevron à l'horizontale (soit "<" ou ">") : aiguillage en position déviée vers la gauche ou la droite.
- Un cadre s'allume autour du feu pour signaler le verrouillage et permet son franchissement.

La Forchbahn utilise en dehors de tronçon empruntant le réseau de tramway la signalisation ferroviaire.